# Allylamin
Allylamin, auch als 3-Aminopropen, 3-Aminopropylen oder 3-Amino-1-propen  bezeichnet, ist ein Amino-Derivat des Propens.

## Eigenschaften
Allylamin ist eine leichtentzündliche, mit Wasser mischbare Flüssigkeit. Die wässrige Lösung reagiert alkalisch. Der pH-Wert einer Lösung von 5,7 g in einem Liter Wasser beträgt 11,2. Die Dämpfe des sehr leichtflüchtigen Allylamins können mit Luft explosionsfähige Gemische bilden.
Allylamin, sowie einige Derivate dieser Verbindung, sind Inhibitoren des Rinder-Enzyms BPAO (bovine plasma amine oxidase).

### Toxizität
Dämpfe von Allylamin, aber auch flüssiges Allylamin, haben eine stark reizende Wirkung auf Augen und Haut.
Allylamin ist ein kardiovaskuläres Toxin. So löst die Gabe von Allylamin in Ratten eine zystische Medianekrose Erdheim-Gsell der Aorta sowie Arteriosklerose aus.

## Verwendung
Allylamin ist das Basismonomer für die Synthese von Polyallylamin (PAAm beziehungsweise PAH = Polyallylamin Hydrochlorid). Die Polymerisation kann sowohl radikalisch als auch im Plasma (Plasmaunterstützte chemische Gasphasenabscheidung (PECVD)) erfolgen.
Allylamin ist ein Baustein zur Synthese von Terbinafin und anderen Fungiziden aus der Klasse der Allylamine.